# الأردن في بطولة العالم للألعاب المائية 2017
 تنافست الأردن في بطولة العالم للألعاب المائية 2017 في بودابست ، المجر من 14 حتى 30 يوليو 2017.

## سباحة
حقق السباحون الأردنيون معايير تأهيلية في الأحداث التالية (بحد أقصى 2 سباحين في كل حدث في وقت دخول المعيار أ (A-standard ) ، والآخر في المعيار ب (B-standard) ):
رجال
| رياضي      | حدث       | الحرارة  | الحرارة | الدور قبل النهائي | الدور قبل النهائي | نهائي    | نهائي    |
| رياضي      | حدث       | زمن      | مرتبة   | زمن               | مرتبة             | زمن      | مرتبة    |
| ---------- | --------- | -------- | ------- | ----------------- | ----------------- | -------- | -------- |
| عمرو الوير | 100 م صدر | 1:05.70  | 61      | لم يتأهل          | لم يتأهل          | لم يتأهل | لم يتأهل |
| عمرو الوير | 200 م صدر | 2: 23.09 | 36      | لم يتأهل          | لم يتأهل          | لم يتأهل | لم يتأهل |
| خضر بقلة   | 200 م حرة | 1:47.68  | 19      | لم يتأهل          | لم يتأهل          | لم يتأهل | لم يتأهل |
| خضر بقلة   | 400 م حرة | 3:54.13  | 32      | غير معروف         | غير معروف         | لم يتأهل | لم يتأهل |
| محمد بدور  | 50 م حرة  | 24.15    | = 80    | لم يتأهل          | لم يتأهل          | لم يتأهل | لم يتأهل |
| محمد بدور  | 100 م حرة | 52.68    | 71      | لم يتأهل          | لم يتأهل          | لم يتأهل | لم يتأهل |

نساء
| رياضي       | حدث         | الحرارة  | الحرارة | الدور قبل النهائي | الدور قبل النهائي | نهائي    | نهائي    |
| رياضي       | حدث         | زمن      | مرتبة   | زمن               | مرتبة             | زمن      | مرتبة    |
| ----------- | ----------- | -------- | ------- | ----------------- | ----------------- | -------- | -------- |
| لارا عقلوق  | 100 م فراشة | 1:09.37  | 44      | لم تتأهل          | لم تتأهل          | لم تتأهل | لم تتأهل |
| لارا عقلوق  | 200 م فراشة | 2: 32.35 | 34      | لم تتأهل          | لم تتأهل          | لم تتأهل | لم تتأهل |
| دارا البكري | 50 م حرة    | 27.23    | 49      | لم تتأهل          | لم تتأهل          | لم تتأهل | لم تتأهل |
| دارا البكري | 200 م حرة   | 2:10.62  | 42      | لم تتأهل          | لم تتأهل          | لم تتأهل | لم تتأهل |
| تاليتا بقلة | 100 م حرة   | 59.33    | 53      | لم تتأهل          | لم تتأهل          | لم تتأهل | لم تتأهل |
| تاليتا بقلة | 50 م فراشة  | 28.22    | = 39    | لم تتأهل          | لم تتأهل          | لم تتأهل | لم تتأهل |

مختلط
| رياضي                                      | حدث                | الحرارة | الحرارة | نهائي      | نهائي      |
| رياضي                                      | حدث                | زمن     | مرتبة   | زمن        | مرتبة      |
| ------------------------------------------ | ------------------ | ------- | ------- | ---------- | ---------- |
| خضر بقلة محمد بدور دارا البكري تاليتا بقلة | 4 × 100 م مرحل حرة | 3:40.31 | 15      | لم يتأهلوا | لم يتأهلوا |

## فهرس المراجع

### توسعة
- ملف ضمن موقع الاتحاد الأردني للسباحة